# Tropidurus mucujensis
Espèce
Tropidurus mucujensis est une espèce de sauriens de la famille des Tropiduridae.

## Répartition
Cette espèce est endémique de Bahia au Brésil,.

## Étymologie
Son nom d'espèce, composé de mucuj[ê] et du suffixe latin -ensis, « qui vit dans, qui habite », lui a été donné en référence au lieu de sa découverte Mucugê ou Mucujê.

## Publication originale
- Rodrigues, 1987 : Sistematica, ecologia e zoogeografia dos Tropidurus do grupo torquatus ao sul do Rio Amazonas (Sauria, Iguanidae). Arquivos De Zoologia (Sao Paulo), vol. 31, n. 3, p. 105-230.